# Hojōjutsu

Klassische Fesselung des Hojōjutsu

Hojōjutsu oder Torinawajutsu (beides jap. 捕縄術, dt. „Fesseltechnik, -kunst“) ist die – u. a. durch die japanische Polizei ausgeübte – Technik der Fesselung und Überwältigung von Gefangenen.
Spätestens ab dem japanischen Mittelalter (Sengoku-Zeit) wurden Gefangene mit Hilfe von Hojōjutsu gefesselt, um sie transportieren zu können oder dem gemeinen Volk zur Abschreckung vorzuführen. Auch bei Exekutionen waren die Gefangenen gefesselt. Daneben wurde Hojōjutsu auch bei peinlichen Befragungen (z. B. Suruga doi) als Folter verwendet.
Vermutet wird, dass es je nach Rang und Stellung des Gefesselten Regeln des Bindens gab. Als gesichert gilt, dass es für Kinder, Männer, Soldaten und Frauen jeweils andere Techniken gegeben hat. Da Gemeine und Soldaten (Samurai) in der japanischen Gesellschaft klare Statusunterschiede trennte, ist sehr wahrscheinlich, dass diese Unterschiede hier Beachtung fanden.
Es kann davon ausgegangen werden, dass es mindestens zwei selbstständige Schulen (Ryu) gab, die Hojōjutsu als Bestandteil ihrer Kampfkünste lehrten. Nur eine dieser Schulen existiert bis heute. Die meisten Hojo-Techniken können somit als verschollen gelten. Nur wenige Aufzeichnungen überlebten die Sengoku-Periode. Und auch bei diesen Aufzeichnungen ist fraglich, ob und inwieweit diese authentische – also wirklich zum Einsatz gekommene – Fesselungen zeigen.
Fesseltechniken wurden – wahrscheinlich ab der Meiji-Periode − auch in die Sexualgewohnheiten der Japaner übernommen und stellen eine Quelle des späteren japanischen Bondage dar. In der westlichen Kultur ist diese Art des Bondage meist unter den Begriffen „Shibari“ oder „Kinbaku“ bekannt.